# Benjamin Bailey
Benjamin Bailey (* 1791 in Dewsbury; † 3. April 1871 in Shienton, Shropshire) war ein englischer Missionar in Kerala.

## Leben
1815 wurde er zum Priester der Kirche von England geweiht, und 1816 zog er nach Kerala, wo er eine Missionsstation in Kottayam gründete. Er führte 1821 die Druckerpresse in Kerala ein. Er übersetzte als erster die Bibel in Malayalam und druckte sie. 1846 schrieb und druckte er das erste Wörterbuch Englisch-Malayalam.
Er verbrachte insgesamt 34 Jahre in Südindien. Danach lebte und wirkte er noch zwanzig Jahre als Dekan und Pfarrer einer ländlichen Gemeinde in Shropshire.